# Pablo Guglieri
Paolo Guglieri (Ferriere, Italia, 5 de septiembre de 1865 - Córdoba, Argentina, 26 de septiembre de 1953) conocido en español como Pablo Guglieri, fue un inmigrante italiano en Argentina, fundador de las localidades de Gardey y de Daireaux en la provincia de Buenos Aires.

## Trayectoria
Nacido en Ferriere, en la provincia de Piacenza, durante dos años se desempeñó como albañil en París, hasta que el 15 de noviembre de 1885 se embarca en Génova rumbo a América en un barco con otros mil ochocientos pasajeros en malas condiciones de higiene, según sus propias palabras el cambio de vida no obedeció a ningún razonamiento sino a una intuición. A su arribo a Argentina se radicó en Azul donde se relacionó con los biarneses. Más tarde se trasladó a una colonia francesa y biarnesa en Pigüé donde instala un matadero de cerdos y una fábrica de embutidos.
En 1893 es parte del movimiento revolucionario radical, formó parte del batallón Pigüé en Temperley y en La Plata. Hizo guardia, como premio, en la Casa de Gobierno durante el ingreso de Yrigoyen. A su regreso se dedica de pleno a las tareas agropecuarias logrando obtener ganancias significativas.
En 1898 ganó una licitación que lo convirtió en proveedor de la obra de construcción del ramal a Neuquén del Ferrocarril del Sud. En una semana en un vagón enviaba diez mil kg de tocino. Esta actividad duró tres años y dada la cantidad de los envíos su capital aumentó considerablemente. En esta época es nombrado también proveedor del Ejército ante la probable guerra con Chile. Debió proveer de alimentos al sexto regimiento de Artillería asentado en Pigüé camino al sud mientras permanecieron aquí, cosa que se extendió durante seis meses.

### Fundación de Daireaux
Durante 1902 el ferrocarril llegó a Daireaux, al sur de Bolívar y Guglieri, que llegó a este lugar a caballo procedente de Pigüé, adquiere 600 ha de campo donde construyó su casa y planificó la urbanización del poblado. Para realizar la operación se contactó con el jefe de la estación de trenes para que le recomiende un lugar propicio para sus proyectos. Explorando llega hasta Ibarra, lugar que determinó era adecuado para fijar su hogar. El campo y un terreno de 100 m de frente por 150 m de fondo se lo adquirió a Emilio Daireaux. El último lote es en la actualidad la manzana N.º 1 conformada por las calles Roca, Alsina, Rivadavia y Mitre, se encuentra hoy en día un hotel y varias casas. En esa manzana construyó una vivienda de mampostería, la primera realizada con ese material.
Dos años más tarde compra a Godofredo Daireaux, propietario de la estancia "Las Diez Lagunas", 1000 ha. más que trabaja en forma directa y arrienda otras 11 leguas (375 km²) que a su vez subarrienda. La producción de estas tierras eran más de trescientas mil bolsas anuales de cereales. Por último las subdividió en quintas de cinco mil a veinte mil metros cuadrados, comprendiendo la actual calle Jorge Newberry al sud y las que limitan con la colonia de Fortín Tordillo.
Un profesional que se desempeñó junto a él hizo la siguiente descripción:

"Era una semilla europea, cosechada en la época en la que el obrero no pasaba de ser esclavo, qué concomía su vida en el trabajo a cambio de un mendrugo y que generalmente arrastraba una existencia sin perspectivas de nuevos horizontes. Y esa semilla transportada al humus de la más rica de las provincias de la República Argentina, había dado frutos insospechados. A menos de cuatro lustros de su arribo al pueblo de Buenos Aires, en la bodega de un mal barco, era poco menos que el dueño del pueblo en que vivía, con todos los caminos abiertos para llegar a ser millonario. Ya entonces tenía la visión clara de su porvenir y tomado el rumbo de su derrotero. Un derrotero que sería tan largo como toda su vida de trabajo honorable, inteligente y tesonero. No ha mucho, en una provincia del interior cuyo clima le sienta, he podido apreciar una vez más de lo que es capaz ese hombre. Lo encontré transformando un páramo en un vergel, iniciando a los peones nativos en la técnica del trabajo, enseñándoles a manejar la plomada, el nivel y la escuadra, a reforestar regiones bárbaramente taladas por "el hacha de la codicia", plantando, en artística disposición, árboles escogidos, que él, ya más que octogenario, no alcanzaría a ver crecidos".

En 1910 propulsó la autonomía de la localidad con la creación de un nuevo partido, presidiendo la Comisión encargada de los trámites. Lleva al Senado de la Nación el proyecto con la iniciativa pero se enfrenta con las autoridades de Bolívar siendo víctima de un atentado el 2 de febrero de 1910 en el que fue herido. Este hecho policial tuvo repercusión nacional. A mediados de ese año se crea el Partido de Caseros, con Daireaux como ciudad cabecera. Guglieri abandona la ciudad pero quedan algunas propiedades a su nombre.
Cuatro años más tarde realizó una nueva adquisición, le compró a Josefa Piñeiro un nuevo campo de 1331 has cercano al primero que le comprara a Daireaux. Lo fraccionó en lotes de media a quince hectáreas y los vendió a personas que deseaban mudarse a esta zona.

### Vacaciones en Italia
En 1911 regresó de vacaciones a Italia pero su descanso fue interrumpido por el inicio de la guerra con Turquía. Participó de la contienda integrando una comisión que recorrió el campo de batalla. Finalizando su exploración, fue entrevistado por el Rey a quién le brindó un reporte de sus observaciones. Al año siguiente regresó a la Argentina.

### Fundación de Gardey
En 1912, Eduardo Gardey le vendió a Adriano Dithurbide unas tierras consistentes en solares, propiedades y campos. Ese mismo año el 25 de octubre este último se las transfiere a Guglieri quién ante escribano le otorga un poder a Juan Salduna, gerente de la firma "La Ganadera en Daireaux", para que realice todos los trámites necesarios para finalizar la operación de venta y además poder fundar un pueblo allí. Ya conocía Guglieri la existencia de este lugar cuyo anterior dueño había enajenado de una forma rara y había previsto que el negocio de montar un poblado sobre una línea férrea ya instalada podía ser viable. Contrató al agrimensor Luis Monteverde para que diseñe el trazado urbano, además era dirigente radical, hecho que también destacó Guglieri.
En marzo de 1913, Salduna presentó en el Ministerio de Obras Públicas provincial en nombre de Guglieri el pedido formal de autorización para fundar una población sobre la estación Gardey del F.C Sud. Mientras el trámite se completa explota su nueva propiedad con actividades agropecuarias y el 27 de marzo fundó La Ganadera una firma de remate de tierras. El 27 de abril de 1913 la firma realizó su primer remate en el Centro de Población Gardey, las ventas ascendieron a más de 400000 pesos y el 22 de junio iba a ser el segundo pero fue suspendido por decisión judicial aparentemente por un juicio que le había iniciado a Eduardo Gardey, la persona a quién Guglieri le compró las tierras.
El Departamento de Ingenieros realizó una serie de observaciones que fueron aceptadas por Salduna que propuso en una nota del 5 de abril
- "Que como nombre del centro encuentro que es conveniente conservar el de Gardey a inmediaciones de cuya estación está situado".

recibiendo como respuesta del Poder Ejecutivo provincial, la resolución del 7 de abril de 1913 que establecía:
- "Aprobar los planos presentados por don Pablo Guglieri para la fundación de un pueblo en el partido de Tandil, el que se denominará "Gardey".

considerándose esa fecha como de fundación de la localidad.

### Obras en La Para
En 1919 se mudó a La Para, Córdoba con el intento de darle progreso a la localidad, construye entre los años 1923 y 1926 el Hotel Savoy de cinco estrellas que incluía ciento veinte habitaciones, usina propia y hasta una línea férrea que lo unía con la estación local. También estableció otro hotel mucho más sencillo en las orillas de la laguna del Plata tras el fracaso del primer hotel. Por último edificó un barrio -actualmente Villa Guglieri- y una pequeña localidad de 285 manzanas cercanos al hotel que se denominó Villa Mar que tuvo una considerable población hasta el año 1950.